# Coy Craft
Coy Craft (Abingdon, 23 mei 1997) is een Amerikaans voetballer die bij voorkeur als aanvaller speelt. Hij debuteerde in 2014 in het betaald voetbal in het shirt van FC Dallas.

## Clubcarrière
Craft speelde van 2011 tot 2014 in de jeugd van FC Dallas. Op 1 augustus 2014 tekende hij een contract bij het eerste team. Zijn debuut maakte hij op 25 oktober 2014 tegen Portland Timbers. 
2 Munjoma ·
3 Martínez ·
4 Bressan ·
5 Quignón ·
6 Cerrillo ·
7 Obrien ·
8 Acosta ·
9 Ferreira ·
10 Ricaurte ·
11 Schön ·
12 Hollingshead ·
14 Burgess ·
16 Pepi ·
17 Vargas ·
18 Servania ·
19 Pomykal ·
20 Maurer ·
21 ElMedkhar ·
22 Twumasi ·
24 Hedges ·
25 Smith ·
26 Nelson ·
28 Redžić ·
29 Jara ·
30 Zobeck ·
31 Sealy ·
32 Che ·
80 Hernandez ·
99 Megiolaro ·
Coach: Gonzalez
· Assistent-coach: Luccin